# 高體歐雅魚
高體歐雅魚（學名：Squalius moreoticus）為輻鰭魚綱鯉形目雅羅魚科的其中一種，被IUCN列為瀕危保育類動物，分布於歐洲希臘斯廷法利亞湖和Vouraikos河流域，體長可達21公分，棲息在水質清澈的湖泊及溪流，生活習性不明。